# Michael Ludwig
Pour les articles homonymes, voir Ludwig.
Michael Ludwig, né le 19 décembre 1972 à Vienne, est un escrimeur autrichien. Son arme de spécialité est le fleuret.

## Biographie
Ludwig a remporté le championnat d'Europe 1992, et obtenu sept autres médailles continentales (deux de bronze et cinq d'argent), dont cinq en individuel. Il a concouru aux Jeux olympiques en 1992, 1996 et 2000, sans jamais parvenir jusqu'aux huitièmes de finale en individuel.

## Palmarès
- Championnats d'Europe
  -  Médaille d'or aux championnats d'Europe 1992 à Lisbonne
  -  Médaille d'argent par équipes aux championnats d'Europe 2000 à Funchal
  -  Médaille d'argent aux championnats d'Europe 1991 à Vienne
  -  Médaille de bronze aux championnats d'Europe 2004 à Copenhague
  -  Médaille de bronze aux championnats d'Europe 2002 à Moscou
  -  Médaille de bronze aux championnats d'Europe 1998 à Plovdiv
  -  Médaille de bronze par équipes aux championnats d'Europe 1998 à Plovdiv
  -  Médaille de bronze aux championnats d'Europe 1997 à Gdańsk
- Épreuves de coupe du monde
  -  Médaille d'or au Grand Prix de La Coruña sur la saison 2004-2005
  -  Médaille de bronze à la Coupe du monde de Zalaegerszeg sur la saison 2003-2004
  -  Médaille d'or au Grand Prix de Copenhague sur la saison 2005-2006
- Universiades
  -  Médaille d'argent en individuel à l'Universiade d'été de 1999 à Palma de Mallorca[4]

## Classement en fin de saison
À partir de la saison 2001-2002.
| Année | 2002 | 2003 | 2004 | 2005 | 2006 | 2007 |
| ----- | ---- | ---- | ---- | ---- | ---- | ---- |
| Rang  | 15   | 26   | 19   | 12   | 42   | 557  |